# 1 CCFL
A 1 CCFL é uma carreira da Carris. Não tem cor de caracterização em virtude de não integrar a rede de serviço diurno. Trata-se de um serviço noturno gratuito nas noites de fim de semana e véspera de feriados, cujo objetivo é o de aumentar a utilização dos transportes públicos.  Tem os seus terminais em Marquês de Pombal e Belém, passando pelo Bairro Alto, Avenida 24 de Julho e Avenida de Brasília.
O seu número já foi utilizado para uma das primeiras quatro carreiras de serviço regular de passageiros, iniciadas em 1944.  O 1 tinha assegurada a ligação da Baixa ao Aeroporto, passando por São Sebastião.  Em 2004, com o início da reestruturação da rede, a carreira 1 passou a circular entre Sete Rios e Charneca passando pelo Campo Grande. A sua supressão aconteceu em 2006.  Dois anos depois a carreira 1 ressuscita, integrada num plano de fomento à utilização dos transportes públicos durante a noite e madrugada. 
A 13 de Fevereiro de 2011, a carreira foi descontinuada..
As informações contidas nesta página reportam-se apenas ao período imediatamente anterior à supressão desta carreira.

## Características

### Estação
Pontinha

### Material circulante
Mercedes-Benz O405N2 (série 4001-4110) Camo

### Tipologia
É uma carreira abrangente, já que não toma o caminho mais directo entre os seus terminais, funcionando entre as 22:00 e as 05:00 com início às Sextas, Sábados e vésperas de Feriados. Caracteriza-se por ligar um conjunto de parques de estacionamento e uma parte da rede de transportes públicos aos principais pólos de atracção nocturna da cidade de Lisboa como o Bairro Alto, Santos, Avenida, Alcântara e Belém.

## Percurso
Consulte o percurso da carreira 1 no Mapa Interactivo da Carris.

### Sentido Belém
O terminal encontra-se localizado na parte Sul do Parque Eduardo VII, de onde o autocarro parte para contornar a Praça do Marquês de Pombal e entrar no primeiro quarteirão da Avenida da Liberdade. Virando à direita e pouco depois à esquerda, passa a percorrer a Rua Rodrigo da Fonseca e a Rua Nova de São Mamede entrando logo de seguida na Rua da Escola Politécnica para o acesso ao Bairro Alto. Descendo o conjunto de artérias que fazem parte da via longitudinal do Bairro Alto, o autocarro passa pelo Príncipe Real, Ascensor da Glória, Largo Trindade Coelho e Praça de Luís de Camões para alcançar a Praça do Duque da Terceira e o Cais do Sodré.
A partir do Cais do Sodré, toma a direcção horizontal servindo a Avenida 24 de Julho até ao final do corredor dedicado aos transportes públicos. Passando o viaduto sobre a estação de Alcântara-Mar, tem paragem junto ao acesso à estação e passa a circular pela Avenida de Brasília até ao seu terminal em Belém, situado junto ao apeadeiro de Belém e à estação fluvial da Transtejo.
| código | paragem                                     | ligação                    | ligação ML | ligação                                                  | outras ligações |
| ------ | ------------------------------------------- | -------------------------- | ---------- | -------------------------------------------------------- | --------------- |
| cod    | MARQUÊS DE POMBAL                           | 746                        |            |                                                          | VMC             |
| cod    | Marquês de Pombal (Rua Alexandre Herculano) | 74 706 709                 |            |                                                          |                 |
| cod    | Rua Rodrigo da Fonseca                      | 773                        |            |                                                          |                 |
| cod    | Rua de São Mamede                           | 773                        |            |                                                          |                 |
| cod    | Rua da Escola Politécnica                   | 202 758 773                |            |                                                          |                 |
| cod    | Príncipe Real                               | 92 202 758 790             |            |                                                          |                 |
| cod    | São Pedro de Alcântara                      | 202 758 790                |            |                                                          |                 |
| cod    | Elevador da Glória                          | 202 758 790                |            |                                                          |                 |
| cod    | Largo Trindade Coelho                       | 202 758 790                |            |                                                          |                 |
| cod    | Praça Luís de Camões                        | 92 202 758 790             |            |                                                          |                 |
| cod    | Rua do Alecrim                              | 92 202 758 790             |            |                                                          |                 |
| cod    | Cais do Sodré                               | 15E 18E 28 201 706 714 732 |            |                                                          |                 |
| cod    | Conde Barão (Avenida 24 de Julho)           | 15E 18E 28 201 706 714 732 |            |                                                          |                 |
| cod    | Santos                                      | 15E 18E 28 201 714 732     |            |                                                          |                 |
| cod    | Avenida 24 de Julho                         |                            |            |                                                          |                 |
| cod    | Cais da Rocha                               | 15E 18E 28 201 714 732     |            |                                                          |                 |
| cod    | Avenida Infante Santo                       | 15E 18E 28 201 714 732     |            |                                                          |                 |
| cod    | Alcântara Mar                               | 28                         |            | Ligação à Linha de Cascais · Ligação à Linha da Azambuja | TST             |
| cod    | Doca de Alcântara                           | 12                         |            |                                                          |                 |
| cod    | BELÉM - ESTAÇÃO FLUVIAL                     | [ 14 ]                     |            |                                                          | ,               |

### Sentido Marquês de Pombal
O terminal encontra-se localizado entre a estação fluvial da Transtejo e o apeadeiro de Belém que dá serviço à linha de Cascais. Partindo do terminal, o autocarro dirige-se à Avenida de Brasília até alcançar a estação de Alcântara-Mar. Passa pelo viaduto sobre a estação, percorre a Rua de Cascais até entrar na Avenida 24 de Julho e se dirigir ao corredor para transportes públicos desta artéria. Percorrendo a avenida, alcança o Cais do Sodré ponto a partir do qual toma a direcção vertical para o Bairro Alto.
Passando pela Praça do Duque da Terceira, o autocarro percorre o conjunto de artérias que compõem a via longitudinal do Bairro Alto passando pela Praça de Luís de Camões, Largo Trindade Coelho, Ascensor da Glória e Príncipe Real entrando na Rua da Escola Politécnica até ao Largo do Rato. A partir deste ponto toma o caminho directo até à Praça do Marquês de Pombal via Rua Braamcamp, estabelecendo o seu terminal na zona Sul do Parque Eduardo VII, próximo ao terminal da Vimeca.
| código | paragem                                    | ligação                    | ligação ML | ligação                     | outras ligações |
| ------ | ------------------------------------------ | -------------------------- | ---------- | --------------------------- | --------------- |
| cod    | BELÉM - ESTAÇÃO FLUVIAL                    | [ 14 ]                     |            |                             | ,               |
| cod    | Avenida de Brasília 1                      |                            |            |                             |                 |
| cod    | Avenida de Brasília (Cordoaria)            |                            |            |                             |                 |
| cod    | Avenida de Brasília 2                      |                            |            |                             |                 |
| cod    | Avenida de Brasília 3                      |                            |            |                             |                 |
| cod    | Doca de Alcântara                          | 12                         |            |                             |                 |
| cod    | Alcântara (Avenida 24 de Julho)            | 15E 18E 28 201 714 732     |            | Ligação à Linha da Azambuja | TST             |
| cod    | Avenida Infante Santo                      | 15E 18E 28 201 714 732     |            |                             |                 |
| cod    | Cais da Rocha                              | 15E 18E 28 201 714 732     |            |                             |                 |
| cod    | Avenida 24 de Julho                        |                            |            |                             |                 |
| cod    | Santos                                     | 15E 18E 28 201 714 732     |            |                             |                 |
| cod    | Conde Barão (Avenida 24 de Julho)          | 15E 18E 28 201 706 714 732 |            |                             |                 |
| cod    | Cais do Sodré                              | 15E 18E 28 201 706 714 732 |            |                             |                 |
| cod    | Cais do Sodré (Praça do Duque da Terceira) | 92 202 758 790             |            |                             |                 |
| cod    | Rua do Alecrim                             | 92 202 758 790             |            |                             |                 |
| cod    | Praça Luís de Camões                       | 202 758 790                |            |                             |                 |
| cod    | Largo Trindade Coelho                      | 202 758 790                |            |                             |                 |
| cod    | Elevador da Glória                         | 202 758 790                |            |                             |                 |
| cod    | Príncipe Real                              | 202 758 773                |            |                             |                 |
| cod    | Rua da Escola Politécnica                  | 202 758 773                |            |                             |                 |
| cod    | Largo do Rato                              | 74 706 709                 |            |                             |                 |
| cod    | Rua Braamcamp                              | 720 727 738                |            |                             |                 |
| cod    | Marquês de Pombal (Rua Braamcamp)          | 720 727 738                |            |                             |                 |
| cod    | MARQUÊS DE POMBAL                          | 746                        |            |                             | VMC             |

### Equipamentos servidos
| Designação | Paragem mais próxima            |
| --- | ------------------------------- |
| - Museu da Presidência da República - Palácio de Belém - Museu dos Coches - Museu da Electricidade - Jardim Afonso de Albuquerque - Apeadeiro de Belém - Estação Fluvial de Belém | Estação Fluvial Belém           |
| - Hospital de Egas Moniz - Cordoaria Nacional | Avenida de Brasília (Cordoaria) |
| - Museu do Oriente - Doca de Santo Amaro - Estação Marítima de Alcântara - Estação de Alcântara-Mar - Estação de Alcântara-Terra                                                  | Doca de Alcântara               |
| - Cais da Rocha - Museu Nacional de Arte Antiga | Cais da Rocha                   |
| - Jardim Nuno Álvares Pereira | Santos                          |
| - Jardim Roque Gameiro - Mercado da Ribeira - Estação do Cais do Sodré | Cais do Sodré                   |
| - Igreja e Museu de São Roque (SCML) | Largo Trindade Coelho           |
| - Ascensor da Glória | Elevador Glória                 |
| - Jardim do Príncipe Real - Mãe de Água da Patriarcal | Príncipe Real                   |
| - Museu de História Natural - Jardim Botânico da Faculdade de Ciências de Lisboa                                                                                                  | Rua da Escola Politécnica       |

## Horário
Ficheiros em formato PDF
Belém ? Marquês de Pombal
Marquês de Pombal ? Belém